# Élections législatives de 1981 dans le Nord
Les élections législatives françaises de 1981 dans le Nord se déroulent les 14 et 21 juin 1981.

## Élus
| Circonscription | Député sortant                                 | Parti | Parti         | Député élu ou réélu | Parti | Parti         |
| --------------- | ---------------------------------------------- | ----- | ------------- | ------------------- | ----- | ------------- |
| 1re             | Georges Delfosse suppléant de Norbert Ségard   |       | UDF (CDS)     | Georges Delfosse    |       | UDF (CDS)     |
| 2e              | Pierre Mauroy                                  |       | PS            | Pierre Mauroy       |       | PS            |
| 3e              | Claude Dhinnin                                 |       | RPR           | Jacqueline Osselin  |       | PS            |
| 4e              | Bernard Derosier                               |       | PS            | Bernard Derosier    |       | PS            |
| 5e              | Arthur Notebart                                |       | PS            | Arthur Notebart     |       | PS            |
| 6e              | André Laurent                                  |       | PS            | André Laurent       |       | PS            |
| 7e              | Pierre Prouvost                                |       | PS            | Pierre Prouvost     |       | PS            |
| 8e              | Alain Faugaret                                 |       | PS            | Alain Faugaret      |       | PS            |
| 9e              | Serge Charles                                  |       | RPR           | Serge Charles       |       | RPR           |
| 10e             | Gérard Haesebroeck                             |       | PS            | Gérard Haesebroeck  |       | PS            |
| 11e             | Albert Denvers                                 |       | PS            | Albert Denvers      |       | PS            |
| 12e             | Maurice Cornette                               |       | RPR           | Maurice Cornette    |       | RPR           |
| 13e             | Maurice Sergheraert                            |       | Divers droite | Maurice Sergheraert |       | Divers droite |
| 14e             | Émile Roger                                    |       | PCF           | Émile Roger         |       | PCF           |
| 15e             | Georges Hage                                   |       | PCF           | Georges Hage        |       | PCF           |
| 16e             | Claude Pringalle suppléant de Jacques Legendre |       | RPR           | Jean Le Garrec      |       | PS            |
| 17e             | Claude Wargnies                                |       | PCF           | Paul Moreau         |       | PS            |
| 18e             | Georges Bustin                                 |       | PCF           | Georges Bustin      |       | PCF           |
| 19e             | Alain Bocquet                                  |       | PCF           | Alain Bocquet       |       | PCF           |
| 20e             | Gustave Ansart                                 |       | PCF           | Gustave Ansart      |       | PCF           |
| 21e             | Marceau Gauthier                               |       | PCF           | Marcel Dehoux       |       | PS            |
| 22e             | Albert Maton                                   |       | PCF           | Umberto Battist     |       | PS            |
| 23e             | Jean Jarosz                                    |       | PCF           | Jean Jarosz         |       | PCF           |

## Positionnement des partis
Le Parti socialiste et le Parti communiste français, sous l'appellation « majorité d'union de la gauche », se présentent dans les 23 circonscriptions du département. Les socialistes et les communistes investissent notamment leurs dix-sept députés sortants : le premier ministre et maire de Lille Pierre Mauroy (PS, 2e), le conseiller général de Lille-Est Bernard Derosier (PS, 4e), le maire de Lomme et conseiller général d'Haubourdin Arthur Notebart (PS, 5e), le maire de Wahagnies André Laurent (PS, 6e), le maire de Roubaix Pierre Prouvost (PS, 7e), le maire de Wattrelos et conseiller général de Roubaix-Nord Alain Faugaret (PS, 8e), le maire et conseiller général d'Armentières Gérard Haesebroeck (PS, 10e), le maire et conseiller général de Gravelines Albert Denvers (PS, 11e), le premier édile de Lallaing Émile Roger (PCF, 14e), le conseiller général de Douai-Nord Georges Hage (PCF, 15e), Claude Wargnies (PCF, 17e), le maire de Vieux-Condé Georges Bustin (PCF, 18e), l'adjoint au maire de Lille Alain Bocquet (PCF, 19e), Gustave Ansart (PCF, 20e), l'adjoint au maire de Fourmies et conseiller général de Trélon Marceau Gauthier (PCF, 21e), Albert Maton (PCF, 22e) et le premier édile de Feignies Jean Jarosz (PCF, 23e).
Il en est de même à droite avec l'Union pour la nouvelle majorité (UNM), alliance électorale réunissant les partis membres de la majorité sortante, qui soutient des candidats dans l'ensemble des circonscriptions, dont les députés sortants Georges Delfosse (CDS, 1re), Claude Dhinnin (RPR, 3e), Serge Charles (RPR, 9e), Maurice Cornette (RPR, 12e), Maurice Sergheraert (DVD, 13e) et Jacques Legendre (RPR, 16e), qui avait été remplacé par son suppléant Claude Pringalle à la suite de sa nomination au gouvernement. En détail, on compte 17 candidats RPR, 15 UDF (dont 8 CDS, 6 PR et 1 MDSF), 1 CNIP et 1 divers droite. Par ailleurs, l'UDF Jean-Paul Bataille se présente avec l'étiquette divers droite dans la circonscription de Bergues (12e) tandis que le Mouvement démocrate socialiste de France est représenté dans celles d'Avesnes-sur-Helpe (21e) et du Quesnoy (23e), mais aucun des trois candidats n'est investi par l'UNM.
Les jobertistes du Mouvement des démocrates ont quant à eux Alain Delbecq pour candidat dans la circonscription de Cambrai (16e) et six divers droite sont présents dans les 1re, 3e, 4e, 9e et 20e circonscription.
Enfin, les écologistes sont représentés dans huit circonscriptions sur vingt-trois, majoritairement au nom d'Aujourd'hui l'écologie (proches de l'ex-candidat à la présidentielle Brice Lalonde), l'extrême gauche et les différents partis qui la compose – LO et LCR notamment – dans huit d'entre elles également, le Parti socialiste unifié (PSU) compte six candidats réunis sous l'appellation « Alternative 81 », l'extrême droite en a quatre (1 PFN, 1 FN, 1 ARIL et 1 UNMP), le mouvement Pour une gauche nouvelle (classé divers gauche) est présent dans les 9e et 11e circonscription et l'Union des jeunes pour le progrès (UJP) a un candidat à Roubaix-Est - Lannoy (7e).

## Résultats

### Résultats à l'échelle du département
| Parti          | Parti                                           | Premier tour | Premier tour | Second tour | Second tour | Sièges |
| Parti          | Parti                                           | Voix         | %            | Voix        | %           | Sièges |
| -------------- | ----------------------------------------------- | ------------ | ------------ | ----------- | ----------- | ------ |
|                | Parti socialiste                                | 448 597      | 38,02        | 406 945     | 42,17       | 13     |
|                | Parti communiste français                       | 269 633      | 22,85        | 170 918     | 17,71       | 6      |
|                | Majorité présidentielle                         | 718 230      | 60,88        | 577 863     | 59,88       | 19     |
|                |                                                 |              |              |             |             |        |
|                | Rassemblement pour la République                | 216 655      | 18,36        | 229 861     | 23,82       | 2      |
|                | Union pour la démocratie française              | 164 766      | 13,97        | 157 352     | 16,30       | 1      |
|                | Divers droite                                   | 41 077       | 3,48         | Retrait     | Retrait     | 1      |
|                | Centre national des indépendants et paysans     | 6 015        | 0,51         |             |             | 0      |
|                | Mouvement des démocrates                        | 207          | 0,02         | 0           |             |        |
|                | Union pour la nouvelle majorité                 | 428 720      | 36,34        | 387 213     | 40,12       | 4      |
|                |                                                 |              |              |             |             |        |
|                | Divers écologiste (dont Aujourd'hui l'écologie) | 16 288       | 1,38         |             |             | 0      |
|                | Extrême gauche (dont LO et LCR)                 | 6 252        | 0,53         | 0           |             |        |
|                | Parti socialiste unifié                         | 4 823        | 0,41         | 0           |             |        |
|                | Extrême droite                                  | 3 535        | 0,30         | 0           |             |        |
|                | Divers gauche (Pour une gauche nouvelle)        | 956          | 0,08         | 0           |             |        |
|                | Gaullistes d'opposition                         | 904          | 0,07         | 0           |             |        |
|                |                                                 |              |              |             |             |        |
| Inscrits       | Inscrits                                        | 1 604 717    | 100,00       | 1 294 742   | 100,00      | 23     |
| Abstentions    | Abstentions                                     | 406 273      | 25,32        | 295 163     | 22,8        |        |
| Votants        | Votants                                         | 1 198 444    | 74,68        | 999 579     | 77,2        |        |
| Blancs et nuls | Blancs et nuls                                  | 18 736       | 1,56         | 34 503      | 3,45        |        |
| Exprimés       | Exprimés                                        | 1 179 708    | 98,44        | 965 076     | 96,55       |        |

### Résultats par circonscription
| Aller aux résultats d'une circonscription                                                                                     |
| --- |
| 1re • 2e • 3e • 4e • 5e • 6e • 7e • 8e • 9e • 10e • 11e • 12e • 13e • 14e • 15e 16e • 17e • 18e • 19e • 20e • 21e • 22e • 23e |

#### Première circonscription (Lille-Centre)
| Candidat       | Candidat                       | Parti          | Premier tour | Premier tour | Second tour | Second tour |  |
| Candidat       | Candidat                       | Parti          | Voix         | %            | Voix        | %           |  |
| -------------- | ------------------------------ | -------------- | ------------ | ------------ | ----------- | ----------- |  |
|                | Georges Delfosse sortant réélu | UDF (CDS)      | 16 485       | 47,30        | 19 748      | 54,81       |  |
|                | Christian Burie                | PS             | 11 711       | 33,60        | 16 283      | 45,19       |  |
|                | Claude Sylard                  | PCF            | 3 127        | 8,97         |             |             |  |
|                | Brigitte Loez                  | Divers droite  | 1 378        | 3,95         |             |             |  |
|                | Christian Lapère               | MÉP            | 1 251        | 3,59         |             |             |  |
|                | Jacques Marquis                | Divers droite  | 899          | 2,58         |             |             |  |
|                |                                |                |              |              |             |             |  |
| Inscrits       | Inscrits                       | Inscrits       | 50 244       | 100,00       | 50 244      | 100,00      |  |
| Abstentions    | Abstentions                    | Abstentions    | 14 877       | 29,61        | 13 593      | 27,05       |  |
| Votants        | Votants                        | Votants        | 35 367       | 70,39        | 36 651      | 72,95       |  |
| Blancs et nuls | Blancs et nuls                 | Blancs et nuls | 516          | 1,46         | 620         | 1,69        |  |
| Exprimés       | Exprimés                       | Exprimés       | 34 851       | 98,54        | 36 031      | 98,31       |  |

#### Deuxième circonscription (Lille-Sud)
|                | Pierre Mauroy sortant réélu | PS             | 14 374 | 50,11  |  |  |  |
|                | Jean Pierens                | UDF (PR)       | 5 806  | 20,24  |  |  |  |
|                | Charlotte Masson            | RPR (UNM)      | 3 977  | 13,86  |  |  |  |
|                | Henriette Defrance          | PCF            | 3 355  | 11,69  |  |  |  |
|                | Michèle Payelle             | Extrême droite | 770    | 2,68   |  |  |  |
|                | Dominique Wailly            | LO             | 402    | 1,40   |  |  |  |
|                |                             |                |        |        |  |  |  |
| Inscrits       | Inscrits                    | Inscrits       | 46 005 | 100,00 |  |  |  |
| Abstentions    | Abstentions                 | Abstentions    | 16 863 | 36,65  |  |  |  |
| Votants        | Votants                     | Votants        | 29 142 | 63,35  |  |  |  |
| Blancs et nuls | Blancs et nuls              | Blancs et nuls | 458    | 1,57   |  |  |  |
| Exprimés       | Exprimés                    | Exprimés       | 28 684 | 98,43  |  |  |  |

#### Troisième circonscription (Lille-Nord)
| Candidat       | Candidat                | Parti          | Premier tour | Premier tour | Second tour | Second tour |  |
| Candidat       | Candidat                | Parti          | Voix         | %            | Voix        | %           |  |
| -------------- | ----------------------- | -------------- | ------------ | ------------ | ----------- | ----------- |  |
|                | Claude Dhinnin sortant  | RPR (UNM)      | 14 280       | 42,79        | 17 154      | 48,39       |  |
|                | Jacqueline Osselin élue | PS             | 13 081       | 39,20        | 18 293      | 51,61       |  |
|                | Michel Douliez          | PCF            | 4 199        | 12,58        |             |             |  |
|                | Serge Cattelin          | Divers droite  | 1 812        | 5,43         |             |             |  |
|                |                         |                |              |              |             |             |  |
| Inscrits       | Inscrits                | Inscrits       | 50 270       | 100,00       | 50 270      | 100,00      |  |
| Abstentions    | Abstentions             | Abstentions    | 16 439       | 32,7         | 14 265      | 28,38       |  |
| Votants        | Votants                 | Votants        | 33 831       | 67,3         | 36 005      | 71,62       |  |
| Blancs et nuls | Blancs et nuls          | Blancs et nuls | 459          | 1,36         | 558         | 1,55        |  |
| Exprimés       | Exprimés                | Exprimés       | 33 372       | 98,64        | 35 447      | 98,45       |  |

#### Quatrième circonscription (Lille-Est)
| Candidat       | Candidat                       | Parti          | Premier tour | Premier tour | Second tour | Second tour |  |
| Candidat       | Candidat                       | Parti          | Voix         | %            | Voix        | %           |  |
| -------------- | ------------------------------ | -------------- | ------------ | ------------ | ----------- | ----------- |  |
|                | Bernard Derosier sortant réélu | PS             | 15 490       | 47,44        | 21 559      | 64,83       |  |
|                | Michel Bonfils                 | UDF (PR)       | 5 784        | 17,71        | 11 697      | 35,17       |  |
|                | Éric Vanderlynden              | RPR (UNM)      | 5 119        | 15,68        |             |             |  |
|                | Jean-Raymond de Grève          | PCF            | 4 969        | 15,22        |             |             |  |
|                | Didier Ballieu                 | LO             | 477          | 1,46         |             |             |  |
|                | Jacques Laruelle               | Divers droite  | 461          | 1,41         |             |             |  |
|                | Philippe Legrand               | LCR            | 349          | 1,07         |             |             |  |
|                |                                |                |              |              |             |             |  |
| Inscrits       | Inscrits                       | Inscrits       | 48 433       | 100,00       | 48 428      | 100,00      |  |
| Abstentions    | Abstentions                    | Abstentions    | 15 224       | 31,43        | 14 353      | 29,64       |  |
| Votants        | Votants                        | Votants        | 33 209       | 68,57        | 34 075      | 70,36       |  |
| Blancs et nuls | Blancs et nuls                 | Blancs et nuls | 560          | 1,69         | 819         | 2,4         |  |
| Exprimés       | Exprimés                       | Exprimés       | 32 649       | 98,31        | 33 256      | 97,6        |  |

#### Cinquième circonscription (Haubourdin)
| Candidat       | Candidat                      | Parti          | Premier tour | Premier tour | Second tour | Second tour |  |
| Candidat       | Candidat                      | Parti          | Voix         | %            | Voix        | %           |  |
| -------------- | ----------------------------- | -------------- | ------------ | ------------ | ----------- | ----------- |  |
|                | Arthur Notebart sortant réélu | PS             | 26 423       | 49,28        | 35 229      | 65,64       |  |
|                | Paul-André Lequimme           | UDF (CDS)      | 9 929        | 18,52        | 18 444      | 34,36       |  |
|                | Georges Brice                 | RPR (UNM)      | 8 301        | 15,48        |             |             |  |
|                | Bernard Prévot                | PCF            | 7 883        | 14,70        |             |             |  |
|                | Agnès Lefebvre                | LO             | 1 083        | 2,02         |             |             |  |
|                |                               |                |              |              |             |             |  |
| Inscrits       | Inscrits                      | Inscrits       | 72 922       | 100,00       | 72 920      | 100,00      |  |
| Abstentions    | Abstentions                   | Abstentions    | 18 389       | 25,22        | 17 730      | 24,31       |  |
| Votants        | Votants                       | Votants        | 54 533       | 74,78        | 55 190      | 75,69       |  |
| Blancs et nuls | Blancs et nuls                | Blancs et nuls | 914          | 1,68         | 1 517       | 2,75        |  |
| Exprimés       | Exprimés                      | Exprimés       | 53 619       | 98,32        | 53 673      | 97,25       |  |

#### Sixième circonscription (Seclin)
| Candidat       | Candidat                    | Parti          | Premier tour | Premier tour | Second tour | Second tour |  |
| Candidat       | Candidat                    | Parti          | Voix         | %            | Voix        | %           |  |
| -------------- | --------------------------- | -------------- | ------------ | ------------ | ----------- | ----------- |  |
|                | André Laurent sortant réélu | PS             | 26 776       | 44,49        | 38 142      | 61,62       |  |
|                | Alain Marliot               | RPR (UNM)      | 13 038       | 21,66        | 23 761      | 38,38       |  |
|                | Jean Demailly               | PCF            | 10 407       | 17,29        | Retrait     | Retrait     |  |
|                | Jean-Claude Droupsy         | UDF (PR)       | 9 960        | 16,55        | Retrait     | Retrait     |  |
|                |                             |                |              |              |             |             |  |
| Inscrits       | Inscrits                    | Inscrits       | 78 527       | 100,00       | 78 527      | 100,00      |  |
| Abstentions    | Abstentions                 | Abstentions    | 17 306       | 22,04        | 15 010      | 19,11       |  |
| Votants        | Votants                     | Votants        | 61 221       | 77,96        | 63 517      | 80,89       |  |
| Blancs et nuls | Blancs et nuls              | Blancs et nuls | 1 040        | 1,7          | 1 614       | 2,54        |  |
| Exprimés       | Exprimés                    | Exprimés       | 60 181       | 98,3         | 61 903      | 97,46       |  |

#### Septième circonscription (Roubaix-Est)
| Candidat       | Candidat                      | Parti            | Premier tour | Premier tour | Second tour | Second tour |  |
| Candidat       | Candidat                      | Parti            | Voix         | %            | Voix        | %           |  |
| -------------- | ----------------------------- | ---------------- | ------------ | ------------ | ----------- | ----------- |  |
|                | Pierre Prouvost sortant réélu | PS               | 35 127       | 45,00        | 49 734      | 59,89       |  |
|                | Xavier Delerue                | UDF (PR)         | 28 289       | 36,24        | 33 308      | 40,11       |  |
|                | Ivan Renar                    | PCF              | 8 400        | 10,76        |             |             |  |
|                | Jean-Pierre Vandermeiren      | MÉP              | 2 782        | 3,56         |             |             |  |
|                | Jean-François Faba            | PSU              | 1 486        | 1,90         |             |             |  |
|                | Nicole Baudrin                | LO               | 1 062        | 1,36         |             |             |  |
|                | Marcel Montagne               | Divers (GO, UJP) | 904          | 1,16         |             |             |  |
|                |                               |                  |              |              |             |             |  |
| Inscrits       | Inscrits                      | Inscrits         | 111 660      | 100,00       | 111 660     | 100,00      |  |
| Abstentions    | Abstentions                   | Abstentions      | 32 210       | 28,85        | 26 574      | 23,8        |  |
| Votants        | Votants                       | Votants          | 79 450       | 71,15        | 85 086      | 76,2        |  |
| Blancs et nuls | Blancs et nuls                | Blancs et nuls   | 1 400        | 1,76         | 2 044       | 2,4         |  |
| Exprimés       | Exprimés                      | Exprimés         | 78 050       | 98,24        | 83 042      | 97,6        |  |

#### Huitième circonscription (Roubaix-Ouest)
| Candidat       | Candidat                     | Parti          | Premier tour | Premier tour | Second tour | Second tour |  |
| Candidat       | Candidat                     | Parti          | Voix         | %            | Voix        | %           |  |
| -------------- | ---------------------------- | -------------- | ------------ | ------------ | ----------- | ----------- |  |
|                | Alain Faugaret sortant réélu | PS             | 20 066       | 48,54        | 26 987      | 61,82       |  |
|                | Michel Baudry                | UDF (CDS)      | 8 535        | 20,65        | 16 666      | 38,18       |  |
|                | Jean-Claude Rameaux          | RPR (UNM)      | 6 831        | 16,52        |             |             |  |
|                | Jean-Pierre Marescaux        | PCF            | 4 119        | 9,96         |             |             |  |
|                | Dominique Poul               | PSU            | 851          | 2,06         |             |             |  |
|                | Sylvaine Faucher             | LO             | 570          | 1,38         |             |             |  |
|                | Jean-Claude Leroux           | LCR            | 360          | 0,87         |             |             |  |
|                | J.-P. Arlon                  | FN             | 4            | 0,01         |             |             |  |
|                |                              |                |              |              |             |             |  |
| Inscrits       | Inscrits                     | Inscrits       | 59 236       | 100,00       | 59 236      | 100,00      |  |
| Abstentions    | Abstentions                  | Abstentions    | 17 090       | 28,85        | 14 681      | 24,78       |  |
| Votants        | Votants                      | Votants        | 42 146       | 71,15        | 44 555      | 75,22       |  |
| Blancs et nuls | Blancs et nuls               | Blancs et nuls | 810          | 1,92         | 902         | 2,02        |  |
| Exprimés       | Exprimés                     | Exprimés       | 41 336       | 98,08        | 43 653      | 97,98       |  |

#### Neuvième circonscription (Tourcoing)
| Candidat       | Candidat                    | Parti             | Premier tour | Premier tour | Second tour | Second tour |  |
| Candidat       | Candidat                    | Parti             | Voix         | %            | Voix        | %           |  |
| -------------- | --------------------------- | ----------------- | ------------ | ------------ | ----------- | ----------- |  |
|                | Serge Charles sortant réélu | RPR (UNM)         | 31 165       | 47,74        | 37 685      | 54,40       |  |
|                | Christian Odoux             | PS                | 21 580       | 33,05        | 31 584      | 45,60       |  |
|                | Jacques Coru                | PCF               | 6 104        | 9,35         |             |             |  |
|                | Albert Huc                  | Extrême droite    | 2 206        | 3,38         |             |             |  |
|                | Michel-Antoine Callens      | Divers écologiste | 2 076        | 3,18         |             |             |  |
|                | Hervé Lepoutre              | Divers droite     | 1 272        | 1,95         |             |             |  |
|                | Louis Willemetz             | PSU               | 470          | 0,72         |             |             |  |
|                | R. Wychowanok               | Divers gauche     | 412          | 0,63         |             |             |  |
|                |                             |                   |              |              |             |             |  |
| Inscrits       | Inscrits                    | Inscrits          | 91 530       | 100,00       | 91 330      | 100,00      |  |
| Abstentions    | Abstentions                 | Abstentions       | 25 093       | 27,42        | 20 716      | 22,68       |  |
| Votants        | Votants                     | Votants           | 66 437       | 72,58        | 70 614      | 77,32       |  |
| Blancs et nuls | Blancs et nuls              | Blancs et nuls    | 1 152        | 1,73         | 1 345       | 1,9         |  |
| Exprimés       | Exprimés                    | Exprimés          | 65 285       | 98,27        | 69 269      | 98,1        |  |

#### Dixième circonscription (Armentières)
| Candidat       | Candidat                         | Parti          | Premier tour | Premier tour | Second tour | Second tour |  |
| Candidat       | Candidat                         | Parti          | Voix         | %            | Voix        | %           |  |
| -------------- | -------------------------------- | -------------- | ------------ | ------------ | ----------- | ----------- |  |
|                | Gérard Haesebroeck sortant réélu | PS             | 28 546       | 41,71        | 39 521      | 55,82       |  |
|                | Jacques Houssin                  | RPR (UNM)      | 27 958       | 40,85        | 31 275      | 44,18       |  |
|                | Pierre Demessine                 | PCF            | 9 125        | 13,33        |             |             |  |
|                | Philippe Caron                   | MÉP            | 2 250        | 3,29         |             |             |  |
|                | Louis Dochy                      | PFN            | 555          | 0,81         |             |             |  |
|                |                                  |                |              |              |             |             |  |
| Inscrits       | Inscrits                         | Inscrits       | 88 196       | 100,00       | 88 197      | 100,00      |  |
| Abstentions    | Abstentions                      | Abstentions    | 18 713       | 21,22        | 15 732      | 17,84       |  |
| Votants        | Votants                          | Votants        | 69 483       | 78,78        | 72 465      | 82,16       |  |
| Blancs et nuls | Blancs et nuls                   | Blancs et nuls | 1 049        | 1,51         | 1 669       | 2,3         |  |
| Exprimés       | Exprimés                         | Exprimés       | 68 434       | 98,49        | 70 796      | 97,7        |  |

#### Onzième circonscription (Dunkerque)
|                | Albert Denvers sortant réélu | PS                | 45 888  | 52,87  |  |  |  |
|                | Louis Dewerdt                | UDF (PR)          | 25 265  | 29,11  |  |  |  |
|                | Jacques Michon               | PCF               | 9 914   | 11,42  |  |  |  |
|                | Pierre Étienne Vanpouille    | Divers écologiste | 4 052   | 4,67   |  |  |  |
|                | Josiane Dubois               | LO                | 1 124   | 1,29   |  |  |  |
|                | Daniel Billiau               | Divers gauche     | 544     | 0,62   |  |  |  |
|                |                              |                   |         |        |  |  |  |
| Inscrits       | Inscrits                     | Inscrits          | 123 749 | 100,00 |  |  |  |
| Abstentions    | Abstentions                  | Abstentions       | 35 659  | 28,82  |  |  |  |
| Votants        | Votants                      | Votants           | 88 090  | 71,18  |  |  |  |
| Blancs et nuls | Blancs et nuls               | Blancs et nuls    | 1 303   | 1,48   |  |  |  |
| Exprimés       | Exprimés                     | Exprimés          | 86 787  | 98,52  |  |  |  |

#### Douzième circonscription (Bergues)
| Candidat       | Candidat                       | Parti          | Premier tour | Premier tour | Second tour | Second tour |  |
| Candidat       | Candidat                       | Parti          | Voix         | %            | Voix        | %           |  |
| -------------- | ------------------------------ | -------------- | ------------ | ------------ | ----------- | ----------- |  |
|                | Pierre-Jean Leprêtre           | PS             | 16 688       | 37,81        | 22 308      | 49,05       |  |
|                | Maurice Cornette sortant réélu | RPR (UNM)      | 15 148       | 34,32        | 23 175      | 50,95       |  |
|                | Jean-Paul Bataille             | Divers droite  | 8 335        | 18,88        | Retrait     | Retrait     |  |
|                | Bernard Lamirand               | PCF            | 2 712        | 6,14         |             |             |  |
|                | Jean-Claude Bruneel            | MÉP            | 1 254        | 2,84         |             |             |  |
|                |                                |                |              |              |             |             |  |
| Inscrits       | Inscrits                       | Inscrits       | 53 705       | 100,00       | 53 704      | 100,00      |  |
| Abstentions    | Abstentions                    | Abstentions    | 8 897        | 16,57        | 7 376       | 13,73       |  |
| Votants        | Votants                        | Votants        | 44 808       | 83,43        | 46 328      | 86,27       |  |
| Blancs et nuls | Blancs et nuls                 | Blancs et nuls | 671          | 1,5          | 845         | 1,82        |  |
| Exprimés       | Exprimés                       | Exprimés       | 44 137       | 98,5         | 45 483      | 98,18       |  |

#### Treizième circonscription (Hazebrouck)
|                | Maurice Sergheraert sortant réélu | Divers droite (UNM) | 24 452 | 51,60  |  |  |  |
|                | Amand Moriss                      | PS                  | 17 237 | 36,37  |  |  |  |
|                | Gilbert Nugou                     | PCF                 | 4 225  | 8,91   |  |  |  |
|                | Michel Tirmont                    | Divers écologiste   | 1 475  | 3,11   |  |  |  |
|                |                                   |                     |        |        |  |  |  |
| Inscrits       | Inscrits                          | Inscrits            | 57 673 | 100,00 |  |  |  |
| Abstentions    | Abstentions                       | Abstentions         | 9 624  | 16,69  |  |  |  |
| Votants        | Votants                           | Votants             | 48 049 | 83,31  |  |  |  |
| Blancs et nuls | Blancs et nuls                    | Blancs et nuls      | 660    | 1,37   |  |  |  |
| Exprimés       | Exprimés                          | Exprimés            | 47 389 | 98,63  |  |  |  |

#### Quatorzième circonscription (Douai-Nord)
| Candidat       | Candidat                  | Parti          | Premier tour | Premier tour | Second tour | Second tour |  |
| Candidat       | Candidat                  | Parti          | Voix         | %            | Voix        | %           |  |
| -------------- | ------------------------- | -------------- | ------------ | ------------ | ----------- | ----------- |  |
|                | Émile Roger sortant réélu | PCF            | 24 613       | 38,92        | 39 581      | 62,19       |  |
|                | Marc Dolez                | PS             | 19 092       | 30,19        | Retrait     | Retrait     |  |
|                | Jacques Vernier           | RPR (UNM)      | 14 887       | 23,54        | 24 061      | 37,81       |  |
|                | Louis Bouan               | UDF (CDS)      | 4 088        | 6,46         |             |             |  |
|                | Charles Lantoine          | PSU            | 557          | 0,88         |             |             |  |
|                |                           |                |              |              |             |             |  |
| Inscrits       | Inscrits                  | Inscrits       | 85 420       | 100,00       | 85 420      | 100,00      |  |
| Abstentions    | Abstentions               | Abstentions    | 21 133       | 24,74        | 19 475      | 22,8        |  |
| Votants        | Votants                   | Votants        | 64 287       | 75,26        | 65 945      | 77,2        |  |
| Blancs et nuls | Blancs et nuls            | Blancs et nuls | 1 050        | 1,63         | 2 303       | 3,49        |  |
| Exprimés       | Exprimés                  | Exprimés       | 63 237       | 98,37        | 63 642      | 96,51       |  |

#### Quinzième circonscription (Douai-Sud)
| Candidat       | Candidat                   | Parti          | Premier tour | Premier tour | Second tour | Second tour |  |
| Candidat       | Candidat                   | Parti          | Voix         | %            | Voix        | %           |  |
| -------------- | -------------------------- | -------------- | ------------ | ------------ | ----------- | ----------- |  |
|                | Georges Hage sortant réélu | PCF            | 24 427       | 45,16        | 36 331      | 67,13       |  |
|                | Jacques Capelle            | PS             | 13 876       | 25,65        | Retrait     | Retrait     |  |
|                | Émile Messager             | RPR (UNM)      | 10 275       | 18,99        | 17 793      | 32,87       |  |
|                | Michel Bardier             | UDF (CDS)      | 4 686        | 8,66         |             |             |  |
|                | Jean Guénégan              | LO             | 824          | 1,52         |             |             |  |
|                |                            |                |              |              |             |             |  |
| Inscrits       | Inscrits                   | Inscrits       | 71 955       | 100,00       | 71 955      | 100,00      |  |
| Abstentions    | Abstentions                | Abstentions    | 17 047       | 23,69        | 15 773      | 21,92       |  |
| Votants        | Votants                    | Votants        | 54 908       | 76,31        | 56 182      | 78,08       |  |
| Blancs et nuls | Blancs et nuls             | Blancs et nuls | 820          | 1,49         | 2 058       | 3,66        |  |
| Exprimés       | Exprimés                   | Exprimés       | 54 088       | 98,51        | 54 124      | 96,34       |  |

#### Seizième circonscription (Cambrai)
| Candidat       | Candidat                 | Parti          | Premier tour | Premier tour | Second tour | Second tour |  |
| Candidat       | Candidat                 | Parti          | Voix         | %            | Voix        | %           |  |
| -------------- | ------------------------ | -------------- | ------------ | ------------ | ----------- | ----------- |  |
|                | Jean Le Garrec élu       | PS             | 20 382       | 36,51        | 33 996      | 58,25       |  |
|                | Jacques Legendre sortant | RPR (UNM)      | 19 796       | 35,46        | 24 367      | 41,75       |  |
|                | Georges Cacheux          | PCF            | 14 285       | 25,59        | Retrait     | Retrait     |  |
|                | Jacques Duval            | MÉP            | 1 148        | 2,05         |             |             |  |
|                | Alain Delbecq            | MDD            | 207          | 0,37         |             |             |  |
|                | M.-F. Dechy              | Extrême gauche | 1            | 0            |             |             |  |
|                |                          |                |              |              |             |             |  |
| Inscrits       | Inscrits                 | Inscrits       | 68 922       | 100,00       | 68 922      | 100,00      |  |
| Abstentions    | Abstentions              | Abstentions    | 12 504       | 18,14        | 9 587       | 13,91       |  |
| Votants        | Votants                  | Votants        | 56 418       | 81,86        | 59 335      | 86,09       |  |
| Blancs et nuls | Blancs et nuls           | Blancs et nuls | 599          | 1,06         | 972         | 1,64        |  |
| Exprimés       | Exprimés                 | Exprimés       | 55 819       | 98,94        | 58 363      | 98,36       |  |

#### Dix-septième circonscription (Le Cateau-Cambrésis)
| Candidat       | Candidat                | Parti          | Premier tour | Premier tour | Second tour | Second tour |  |
| Candidat       | Candidat                | Parti          | Voix         | %            | Voix        | %           |  |
| -------------- | ----------------------- | -------------- | ------------ | ------------ | ----------- | ----------- |  |
|                | Jean Durieux            | UDF (PR)       | 15 051       | 37,42        | 18 316      | 43,77       |  |
|                | Paul Moreau élu         | PS             | 13 406       | 33,33        | 23 534      | 56,23       |  |
|                | Claude Wargnies sortant | PCF            | 11 762       | 29,24        | Retrait     | Retrait     |  |
|                |                         |                |              |              |             |             |  |
| Inscrits       | Inscrits                | Inscrits       | 48 859       | 100,00       | 48 859      | 100,00      |  |
| Abstentions    | Abstentions             | Abstentions    | 8 101        | 16,58        | 6 147       | 12,58       |  |
| Votants        | Votants                 | Votants        | 40 758       | 83,42        | 42 712      | 87,42       |  |
| Blancs et nuls | Blancs et nuls          | Blancs et nuls | 539          | 1,32         | 862         | 2,02        |  |
| Exprimés       | Exprimés                | Exprimés       | 40 219       | 98,68        | 41 850      | 97,98       |  |

#### Dix-huitième circonscription (Valenciennes-Est)
| Candidat       | Candidat                     | Parti          | Premier tour | Premier tour | Second tour | Second tour |  |
| Candidat       | Candidat                     | Parti          | Voix         | %            | Voix        | %           |  |
| -------------- | ---------------------------- | -------------- | ------------ | ------------ | ----------- | ----------- |  |
|                | Georges Bustin sortant réélu | PCF            | 19 773       | 42,38        | 29 869      | 63,38       |  |
|                | Daniel Bois                  | PS             | 12 122       | 25,98        | Retrait     | Retrait     |  |
|                | Jean-Claude Prud'homme       | RPR (UNM)      | 11 617       | 24,90        | 17 260      | 36,62       |  |
|                | Alain Penalva                | UDF (CDS)      | 3 143        | 6,74         |             |             |  |
|                |                              |                |              |              |             |             |  |
| Inscrits       | Inscrits                     | Inscrits       | 65 537       | 100,00       | 65 537      | 100,00      |  |
| Abstentions    | Abstentions                  | Abstentions    | 18 063       | 27,56        | 16 702      | 25,48       |  |
| Votants        | Votants                      | Votants        | 47 474       | 72,44        | 48 835      | 74,52       |  |
| Blancs et nuls | Blancs et nuls               | Blancs et nuls | 819          | 1,73         | 1 706       | 3,49        |  |
| Exprimés       | Exprimés                     | Exprimés       | 46 655       | 98,27        | 47 129      | 96,51       |  |

#### Dix-neuvième circonscription (Valenciennes-Nord)
| Candidat       | Candidat                    | Parti          | Premier tour | Premier tour | Second tour | Second tour |  |
| Candidat       | Candidat                    | Parti          | Voix         | %            | Voix        | %           |  |
| -------------- | --------------------------- | -------------- | ------------ | ------------ | ----------- | ----------- |  |
|                | Alain Bocquet sortant réélu | PCF            | 26 081       | 41,94        | 39 402      | 63,54       |  |
|                | André Parent                | PS             | 17 789       | 28,60        | Retrait     | Retrait     |  |
|                | Georges Pettenati           | UDF (MDSF)     | 11 640       | 18,72        | 22 609      | 36,46       |  |
|                | Patrick Maréchal            | CNIP (UNM)     | 6 015        | 9,67         |             |             |  |
|                | Pascal Cobert               | PSU            | 663          | 1,07         |             |             |  |
|                |                             |                |              |              |             |             |  |
| Inscrits       | Inscrits                    | Inscrits       | 85 684       | 100,00       | 85 685      | 100,00      |  |
| Abstentions    | Abstentions                 | Abstentions    | 22 391       | 26,13        | 21 283      | 24,84       |  |
| Votants        | Votants                     | Votants        | 63 293       | 73,87        | 64 402      | 75,16       |  |
| Blancs et nuls | Blancs et nuls              | Blancs et nuls | 1 105        | 1,75         | 2 391       | 3,71        |  |
| Exprimés       | Exprimés                    | Exprimés       | 62 188       | 98,25        | 62 011      | 96,29       |  |

#### Vingtième circonscription (Denain)
|                | Gustave Ansart sortant réélu | PCF            | 31 848 | 51,26  |  |  |  |
|                | Marc Montuelle               | PS             | 16 152 | 26,00  |  |  |  |
|                | Julien Huart                 | RPR (UNM)      | 11 656 | 18,76  |  |  |  |
|                | Daniel Robache               | Divers droite  | 2 468  | 3,97   |  |  |  |
|                |                              |                |        |        |  |  |  |
| Inscrits       | Inscrits                     | Inscrits       | 82 543 | 100,00 |  |  |  |
| Abstentions    | Abstentions                  | Abstentions    | 19 414 | 23,52  |  |  |  |
| Votants        | Votants                      | Votants        | 63 129 | 76,48  |  |  |  |
| Blancs et nuls | Blancs et nuls               | Blancs et nuls | 1 005  | 1,59   |  |  |  |
| Exprimés       | Exprimés                     | Exprimés       | 62 124 | 98,41  |  |  |  |

#### Vingt-et-unième circonscription (Avesnes-sur-Helpe)
| Candidat       | Candidat                 | Parti          | Premier tour | Premier tour | Second tour | Second tour |  |
| Candidat       | Candidat                 | Parti          | Voix         | %            | Voix        | %           |  |
| -------------- | ------------------------ | -------------- | ------------ | ------------ | ----------- | ----------- |  |
|                | Marcel Dehoux élu        | PS             | 13 240       | 40,24        | 21 451      | 61,67       |  |
|                | Christian Lefebvre       | RPR (UNM)      | 9 948        | 30,24        | 13 330      | 38,33       |  |
|                | Marceau Gauthier sortant | PCF            | 7 767        | 23,61        | Retrait     | Retrait     |  |
|                | Marcel Moreaux           | UDF (MDSF)     | 1 942        | 5,90         |             |             |  |
|                |                          |                |              |              |             |             |  |
| Inscrits       | Inscrits                 | Inscrits       | 44 741       | 100,00       | 44 741      | 100,00      |  |
| Abstentions    | Abstentions              | Abstentions    | 11 271       | 25,19        | 9 199       | 20,56       |  |
| Votants        | Votants                  | Votants        | 33 470       | 74,81        | 35 542      | 79,44       |  |
| Blancs et nuls | Blancs et nuls           | Blancs et nuls | 573          | 1,71         | 761         | 2,14        |  |
| Exprimés       | Exprimés                 | Exprimés       | 32 897       | 98,29        | 34 781      | 97,86       |  |

#### Vingt-deuxième circonscription (Maubeuge)
| Candidat       | Candidat             | Parti          | Premier tour | Premier tour | Second tour | Second tour |  |
| Candidat       | Candidat             | Parti          | Voix         | %            | Voix        | %           |  |
| -------------- | -------------------- | -------------- | ------------ | ------------ | ----------- | ----------- |  |
|                | Umberto Battist élu  | PS             | 17 183       | 36,78        | 28 324      | 100,00      |  |
|                | Albert Maton sortant | PCF            | 16 018       | 34,28        | Retrait     | Retrait     |  |
|                | Jean-Louis Vanachter | RPR (UNM)      | 7 812        | 16,72        |             |             |  |
|                | Bernard Peltier      | UDF (CDS)      | 5 709        | 12,22        |             |             |  |
|                |                      |                |              |              |             |             |  |
| Inscrits       | Inscrits             | Inscrits       | 66 165       | 100,00       | 66 163      | 100,00      |  |
| Abstentions    | Abstentions          | Abstentions    | 18 755       | 28,35        | 27 962      | 42,26       |  |
| Votants        | Votants              | Votants        | 47 410       | 71,65        | 38 201      | 57,74       |  |
| Blancs et nuls | Blancs et nuls       | Blancs et nuls | 688          | 1,45         | 9 877       | 25,86       |  |
| Exprimés       | Exprimés             | Exprimés       | 46 722       | 98,55        | 28 324      | 74,14       |  |

#### Vingtième-troisième circonscription (Le Quesnoy)
| Candidat       | Candidat                  | Parti          | Premier tour | Premier tour | Second tour | Second tour |  |
| Candidat       | Candidat                  | Parti          | Voix         | %            | Voix        | %           |  |
| -------------- | ------------------------- | -------------- | ------------ | ------------ | ----------- | ----------- |  |
|                | Jean Jarosz sortant réélu | PCF            | 14 520       | 35,43        | 25 735      | 60,84       |  |
|                | Jean Veber                | PS             | 12 368       | 30,18        | Retrait     | Retrait     |  |
|                | Jacques Bran              | UDF (CDS)      | 8 025        | 19,58        | 16 564      | 39,16       |  |
|                | Raymond Delhaye           | RPR (UNM)      | 4 847        | 11,82        |             |             |  |
|                | Jean Vaillant             | PSU            | 796          | 1,94         |             |             |  |
|                | Jean Vaillant             | PSD            | 429          | 1,04         |             |             |  |
|                |                           |                |              |              |             |             |  |
| Inscrits       | Inscrits                  | Inscrits       | 52 741       | 100,00       | 52 740      | 100,00      |  |
| Abstentions    | Abstentions               | Abstentions    | 11 210       | 21,25        | 8 801       | 16,69       |  |
| Votants        | Votants                   | Votants        | 41 531       | 78,75        | 43 939      | 83,31       |  |
| Blancs et nuls | Blancs et nuls            | Blancs et nuls | 546          | 1,31         | 1 640       | 3,73        |  |
| Exprimés       | Exprimés                  | Exprimés       | 40 985       | 98,69        | 42 299      | 96,27       |  |